# Xirivella
Xirivella (kastilisch Chirivella) ist eine spanische Gemeinde in der autonomen Region Valencia mit 31.745 Einwohnern (Stand: 2024). 
Der Ort liegt an der Autovía A-3 direkt im Westen von Valencia.

## Persönlichkeiten
- Samuel Saiz Rodríguez (* 2005), Handballspieler